# Фрипорт (Миннесота)
Фрипорт (англ. Freeport) — город в округе Стернс, штат Миннесота, США. На площади 2,3 км² (2,3 км² — суша, водоёмов нет), согласно переписи 2002 года, проживают 454 человека. Плотность населения составляет 198,6 чел./км².
Через город проходит межштатная автомагистраль I-94.
- Телефонный код города — 320
- Почтовый индекс — 56331
- FIPS-код города — 27-22652[1]
- GNIS-идентификатор — 0643925[2]